# Markijan Ivasjko
Markijan Ivasjko (Russisch: Маркіян Івашко; Lviv, 15 mei 1979) is een Oekraïens boogschutter. Hij nam tweemaal deel aan de Olympische Spelen: 2008 (Peking) en 2012 (Londen).
Ivasjko schiet met een recurveboog. Vanaf ca. 1999 doet hij mee aan internationale wedstrijden. Hij staat (2008) dertiende op de FITA-wereldranglijst. Bij het EK indoor in Jaén (2006) won hij individueel zilver en goud met het team. Bij het EK outdoor in Vittel (2008) bereikte hij de finale, maar werd met 106-112 uitgeschakeld door de Rus Balzjinima Tsyrempilov.

## Resultaten
1999
26e WK outdoor, Riom
2004
60e Europees Grand Prix, Rivereto
2005
8e Europees Grand Prix, Antalya
2006
9e World Cup Stage 2, Antalya
 World Cup Stage 1, Poreč
 EK indoor (individueel)
 EK indoor (team)
2007
 WK indoor, Antalya
6e WK Target, Leipzig
2008
 EK outdoor (individueel)